# Max Berrú
Max Berrú Carrión (5 de junho de 1942 – 1º de maio de 2018) foi um músico equatoriano.
Ele se estabeleceu no Chile em 1962, quando entrou para estudar engenharia mecânica na Universidad Técnica del Estado, onde era amigo de Víctor Jara. As composições e políticas do grupo aproximaram-nos dos partidos e movimentos da esquerda chilena de seu tempo, ganhando fama entre eles e participando da candidatura presidencial de Salvador Allende em 1970. O golpe de Pinochet de 11 de setembro de 1973 forçou o exílio de quinze anos na Itália. Ele retornou em 1988 para o Chile. Após um ano de separação do grupo, Berrú retornou ao trabalho do chamado Novo Inti-Illimani, embora executando tarefas administrativas.
Em 2017, ele foi diagnosticado com câncer de medula, o que o manteve intermitentemente nos cenários para os diferentes tratamentos que ele exigia. Morreu em 1º de maio de 2018 vítima desse câncer.